# كولورادو روكيز (كرة قاعدة)
كولورادو روكيز (بالإنجليزية: Colorado Rockies)‏ أو اختصارا ( الروكي ) هو فريق كرة قاعدة أمريكي مقره في مدينة دنفر في ولاية كولورادو. وينافس في دوري كرة القاعدة الرئيسي (م ل ب) في القسم الغربي من الدوري الوطني. ويلعب الفريق المباريات على أرضه في ملعب كورز فيلد.
بدأ الروكي اللعب كفريق في موسم 1993 ، ولعب مبارياته على أرضه في أول موسمين على ملعب مايل هاي. ومنذ عام 1995 لعب الفريق مبارياته على ملعب كورز فيلد، الذي اكتسب سمعة باعتباره منتزه للضاربين. تأهل فريق الروكي إلى نهائيات ما بعد الموسم خمس مرات ، في كل مرة كفائز ببطاقة جامحة. في عام 2007 حصل الفريق على راية الدوري الوطني الأولى والوحيدة بعد فوزه في 14 من آخر 15 مباراة في الموسم العادي لتأمين مركزة في ترتيب البطاقة الجامحة.